# Дидат, Ахмад
Ахмад Хусейн Дидат (в некоторых источниках Ахмед, урду احمد حسين ديدات‎; 1 июля 1918 — 8 августа 2005) — исламский проповедник и писатель, теолог. Был известен своими трудами по вопросам взаимоотношения христианства и ислама, создатель Международного центра Исламского призыва.

## Биография
Ахмад Дидат родился в 1918 году в Индии, в штате Гуджарат, в городе Тадкешвар. Его отец, вскоре после рождения сына, эмигрировал в ЮАР. Позже и сам Ахмад Дидат переехал туда. Там он впервые проявил своё усердие в учёбе, но из-за финансовых трудностей в возрасте 16 лет был вынужден оставить обучение и начать работать.
В 1936 году Ахмад Дидат работал продавцом в мебельном магазине, где встретил группу христианских миссионеров, которые утверждали, что пророк Мухаммад распространял ислам исключительно силовым путём — «с помощью меча» принёс людям мусульманство. Сочинение Рахматуллы Кайранви «Изхар аль-Хак» (араб. إظهار الحق‎), также, как и произошедшее с ним в магазине событие, сильно повлияло на будущего теолога Ахмада Дидата и заставило его заняться сравнительным анализом религий.
Свою первую лекцию Ахмад Дидат прочитает в 1942 году в Дурбане для аудитории численностью всего в 15 человек. Примечательно, что лекция называлась «Мухаммад — посланник мира» (англ. Muhammad: Messenger of Peace).
Дидат занимался призывом к исламу, не имея доступа к современным технологиям, телекоммуникациям, интернету и спутниковому телевидению. 

## Основание Международного центра исламского призыва
Ахмад Дидат прекрасно понимал, что его труд по призыву к исламу посредством научного диспута с теологами других конфессий должен продолжаться и после его смерти. Для этого было необходимо подготовить прочную базу. Так, с особой настойчивостью и энтузиазмом мусульманский исследователь принялся за осуществление поставленной цели. Благодаря его усилиям в ЮАР открылись несколько учебных заведений и центров, среди которых главное место, несомненно, занял Международный центр исламского призыва (IРСI) в Дурбане, где используется методика Ахмада Дидата. Обучение в центре длится два года и состоит из восьми курсов. Преподавание ведут учёные и проповедники, многие из которых прошли школу Дидата и знали его лично.

## Болезнь и смерть
3 мая 1996 года у Ахмада Дидата произошёл инсульт, в результате которого всё его тело ниже шеи было парализовано. Паралич затронул сосуды мозга и мозговой ствол, в результате чего Дидат в течение последних девяти лет своей жизни не мог передвигаться, говорить и самостоятельно принимать пищу. В Эр-Рияде ему проводили реабилитацию, где учили с помощью глаз составлять слова и предложения.
Ахмад Дидат умер 8 августа 2005 года в своём доме в городе Верулам провинции Квазулу-Натал.

## Награды
Шейх Дидат получил высокие награды в ряде арабских и исламских стран, среди которых премия короля Фахда, которую он получил в 1986 году.